# Klasyfikacja Biblioteki Kongresu

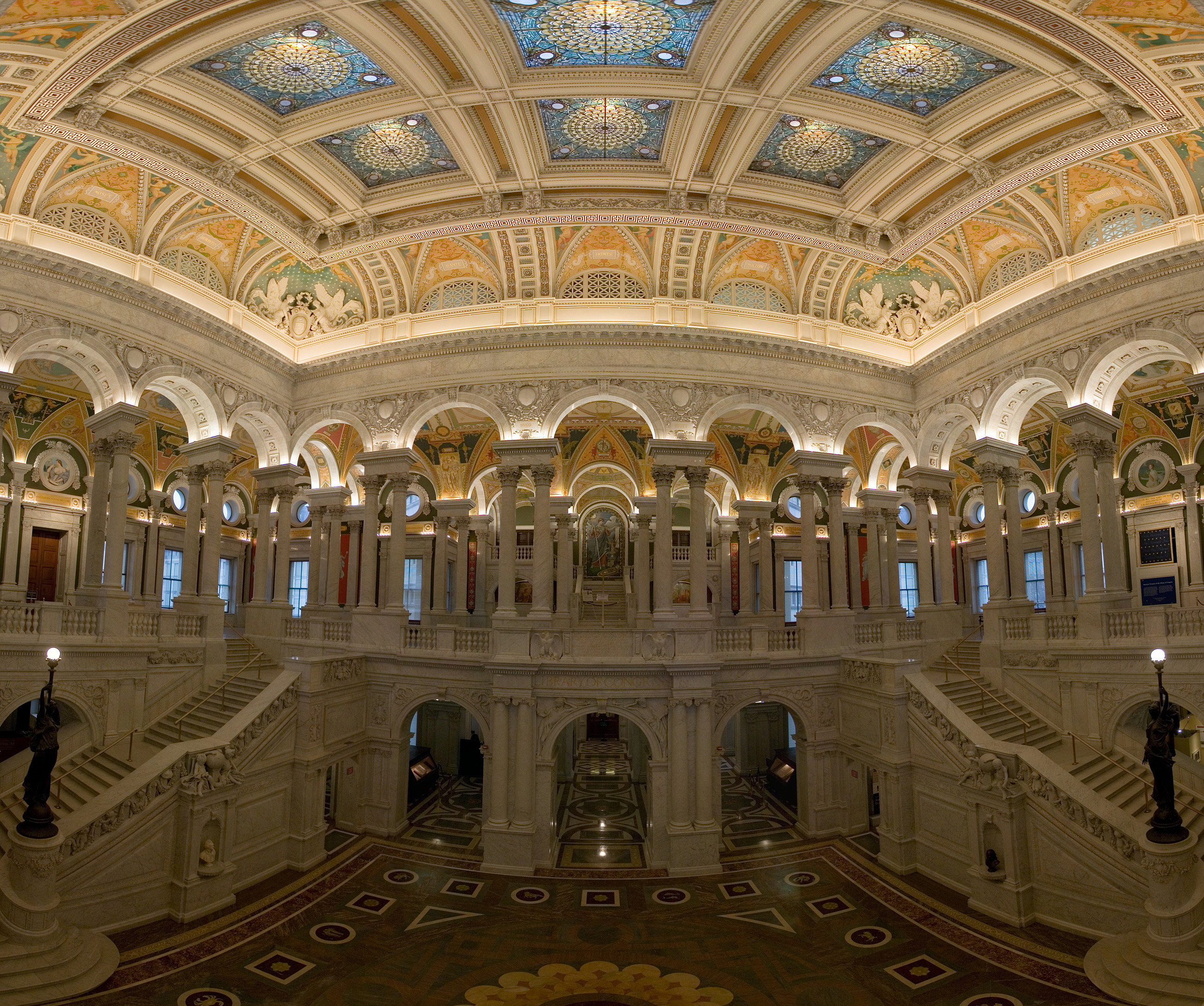
Wnętrze Biblioteki Kongresu

Klasyfikacja Biblioteki Kongresu (ang. Library of Congress Classification (LCC) ) – język klasyfikacyjny zbiorów bibliotecznych, stworzona na potrzeby Biblioteki Kongresu Stanów Zjednoczonych, obecnie stosowana w bibliotekach na całym świecie, głównie naukowych i uniwersyteckich.

## Historia
Jednym z pierwszych systemów porządkowania zbiorów Biblioteki Kongresu w Waszyngtonie był system zastosowany przez Thomasa Jeffersona w jego prywatnej bibliotece, przekazanej później Bibliotece Kongresu. System Jeffersona był oparty na pracach Bacona i d’Alemberta, składał się z 44 klas głównych zgrupowanych w 3 działy: Historia, Filozofia, Sztuka. System ten był w użyciu prawie do końca XIX wieku. Prace nad nowym systemem, dostosowanym do wzrastających potrzeb Biblioteki rozpoczęli dwaj bibliotekarze: James C. M. Hanson i Charles Martel. W 1899 dołączył do nich Herbert Putnam. Prace nad nową klasyfikacją trwały kilkadziesiąt lat. Kolejne części nowej klasyfikacji wychodziły drukiem w latach 1901-1969. System, przeznaczony początkowo tylko dla jednej biblioteki, szybko stał się popularny także w innych. Na początku lat 90. została powołana Rada ds. Współkatalogowania (English Cooperative Cataloging Council) dla bibliotek używających formatu MARC dla katalogów komputerowych, która rozstrzyga wszelkie wątpliwości dotyczące Klasyfikacji.

## Struktura
Klasyfikacja LCC należy do systemów alfanumerycznych (zbudowana jest z ciągów liter i cyfr). Klasyfikacja Biblioteki Kongresu używa liter alfabetu łacińskiego i cyfr arabskich. Pierwsza litera oznacza dział główny, a kolejna poddział. Dodatkowa numeracja służy uściśleniu treści danej książki.

### Działy główne
- A Dzieła o treści ogólnej
- B Filozofia, Teologia, Religia
- C Nauki historyczne, Archeologia, Biografie
- D Historia Europy, Azji, Afryki i Australii
- E Historia Ameryki i Stanów Zjednoczonych
- F Historia Kanady i Ameryki Łacińskiej
- G Geografia, Archeologia, Etnologia, Folklor, Sport
- H Nauki społeczne, Statystyka, Ekonomia, Przemysł, Handel, Socjologia
- J Nauki polityczne
- K Prawo
- L Edukacja
- M Muzyka
- N Sztuka
- P Literaturoznawstwo, Literatura, Teatr, Kino, Telewizja, Dziennikarstwo
- Q Matematyka, Informatyka, Astronomia, Fizyka, Chemia, Geologia, Nauki biologiczne
- R Medycyna
- S Rolnictwo, Leśnictwo
- T Technika
- U Wojskowość
- V Żegluga
- Z Nauka o książce, Bibliotekoznawstwo

### Przykłady poddziałów
W jaki sposób oznaczane są poddziały w LCC można prześledzić na przykładzie działu Sztuka:
- N Sztuka
  - NA Architektura
  - NB Rzeźba
  - NC Rysunek, ilustracje
  - ND Malarstwo
  - NE Grafika
  - NK Sztuka użytkowa
  - NX Sztuka (ogólnie)

### Dodatkowe oznaczenia
Cyfry dodane do pierwszej litery/pierwszych liter klasyfikacji wskazują na dodatkowe informację np.: czas, miejsce, ujęcie tematu, formę:
- HG Finanse i bankowość
  - 237 w Średniowieczu
  - 253 w XIX w.
  - po 1971 r.

- PN nauka o literaturze
  - 52 a edukacja
  - 53 a sztuka

Kolejne litery i cyfry są przeznaczone dla konkretnego autora np.: dla Stephena Kinga jest to I483 a Danielle Steel T33828. Następna część symbolu to oznaczenie tytułu i czasami również daty wydania książki. Całość dla książek: To love again/ Danielle Steel i Lies/Al Franken wygląda zatem tak:
PS3569.T33828 T6 gdzie:
- PS to Literatura piękna amerykańska
  - 3569 autorzy z końca 20 w., których nazwiska zaczynają się na literę "S"
    - T33828 numer przydzielony autorce Danielle Steel
      - T6 numer dla tytułu: To love again

E902.F74 2004
- E Historia Stanów Zjednoczonych
  - 902 historia współczesna za prezydentury George’a Busha
    - F74 dla autora Ala Franka
      - 2004 data wydania książki